# Suzan Danielbrug
De Suzan Danielbrug is een brug voor fietsers, voetgangers en openbaar vervoer in de stad Brussel. Het is een brug over het Zeekanaal Brussel-Schelde in het verlengde van de Simon Bolivarlaan en de Picardstraat. De brug is genoemd naar holebiactiviste Suzan Daniel.
De brug verbindt de Havenlaan met de Willebroekkaai.
Voor fietsers maakt ze deel uit van de fietssnelweg F1. Ongeveer gelijktijdig werden even verderop over hetzelfde kanaal twee andere fiets- en voetgangersbruggen gebouwd, de Loredana Marchiloopbrug en de Fatima Mernissiloopbrug.
Over deze brug komt een nieuwe tramlijn van de MIVB tussen Thurn en Taxis en station Brussel-Noord, In 2021 werd bekend dat deze lijn ook verder zal rijden naar station Brussel-Centraal. Ook de toekomstige Sneltram A12 uit het Brabantnet van de Vlaamse overheid is gepland over deze brug te rijden.

## Geschiedenis
Op 15 april 2021 werd het centrale brugdek over het kanaal geplaatst.
Op 4 oktober 2022 werd de brug officieel geopend, na eerdere vertraging.